# Aethomys bocagei
Aethomys bocagei és una espècie de mamífer rosegador de la família dels múrids. Són rosegadors de mitjanes dimensions, amb una llargada de cap a gropa de 137 a 174 mm i una cua de 155 a 198 mm.
Es troba a Angola i a la República Democràtica del Congo. Habita boscos tropicals o subtropicals secs i la sabana.